# Prochelator hampsoni
Prochelator hampsoni is een pissebed uit de familie Desmosomatidae. De wetenschappelijke naam van de soort is voor het eerst geldig gepubliceerd in 1970 door Robert Raymond Hessler.